# Mandya
Mandya est une ville indienne située dans le district de Mandya dans l’État du Karnataka. En 2001, sa population était de 131 211 habitants.